# 新南威爾斯柔棘魚
新南威爾斯柔棘魚為輻鰭魚綱銀漢魚目虹銀漢魚科的其中一種，分布於澳洲新南威爾斯及昆士蘭淡水流域，為熱帶魚類，體長可達6公分，棲息在溪流、湖泊及水塘等底中層水域，生活習性不明。